# 1977–1991
1977–1991 – druga kompilacja Perfectu wydana w 1991 za pośrednictwem wytwórni Intersonus na płycie kompaktowej i kasecie magnetofonowej.

## Spis utworów[1]
1. „Ja, my, oni”
2. „Co się stało z Magdą K.”
3. „Nie igraj ze mną kiedy gram”
4. „Lokomotywa z ogłoszenia”
5. „Wieczorny przegląd moich myśli”
6. „Bla, bla, bla”
7. „Opanuj się”
8. „Objazdowe nieme kino”
9. „Pocztówka do państwa Jareckich”
10. „Chcemy być sobą”
11. „Nie bój się tego wszystkiego”
12. „Co za hałas, co za szum”
13. „Idź precz”
14. „Jak ja nie lubię historii”
15. „Dużo nas”
16. „Golly Gee The Ball Is Rolling”
17. „Ewka”